# 요하네 슈미트닐센

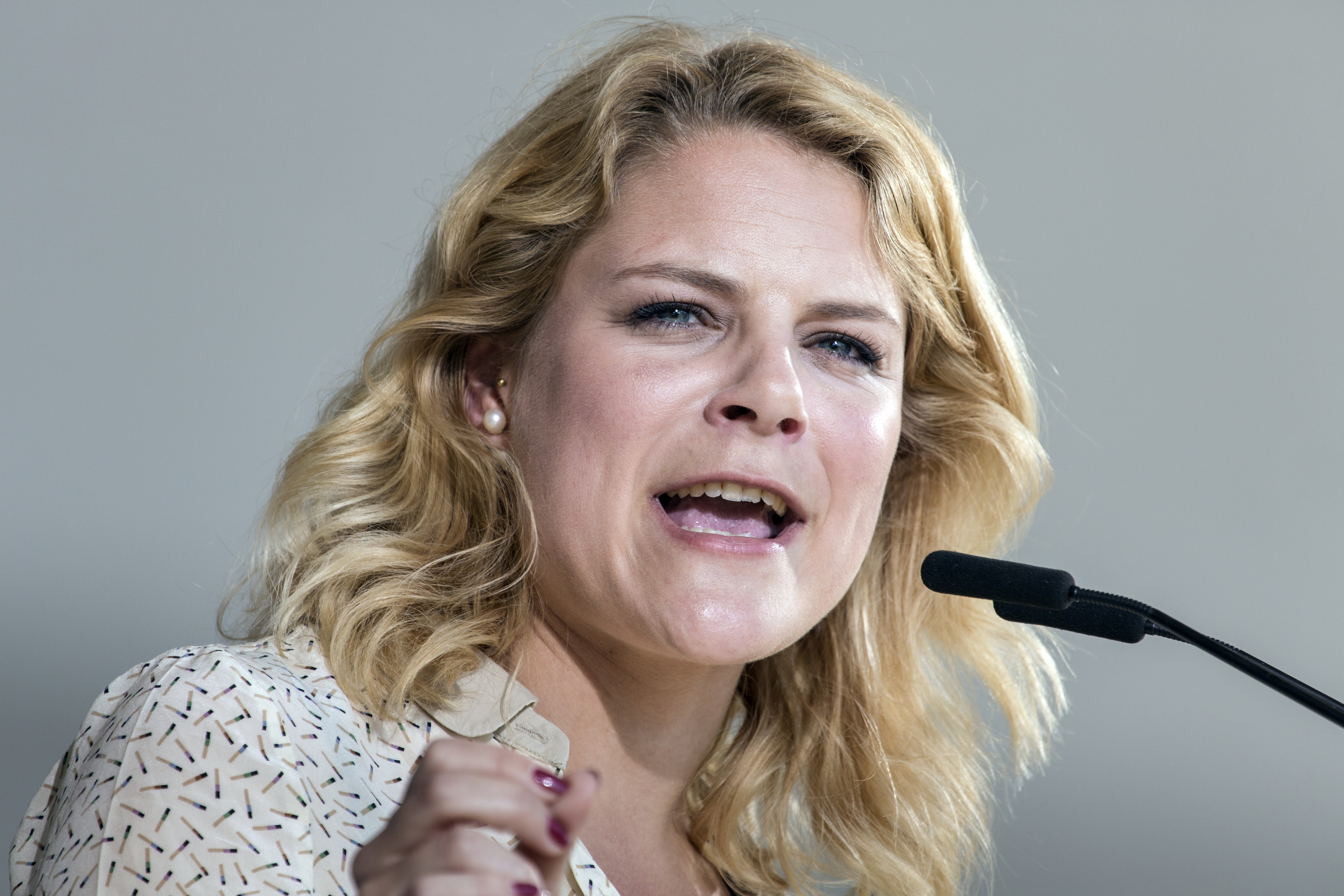
요하네 슈미트닐센

요하네 슈미트닐센(덴마크어: Johanne Schmidt-Nielsen, 1984년 2월 22일 ~ )은 덴마크의 정치인으로, 적녹동맹 소속 전직 국회의원이다. 일부 언론들에 의해 "적녹동맹의 새로운 여왕"으로 불리기도 했으며, 현재는 세이브 더 칠드런의 사무총장으로 일하고 있다.